# Attilio Viviani
Attilio Viviani (Oppeano, 18 de octubre de 1996) es un ciclista italiano miembro del equipo Team Solution Tech-Vini Fantini de categoría UCI ProTeam. Es el hermano menor del esprínter italiano Elia Viviani.

## Trayectoria
Debutó como stagiaire en agosto de 2019 con el Cofidis, Solutions Crédits, equipo con el que siguió compitiendo los siguientes dos años.

## Palmarés
2019
- Schaal Sels[2]

2020
- 1 etapa de la Tropicale Amissa Bongo

2023
- 1 etapa de la Vuelta al Lago Qinghai

## Resultados en Grandes Vueltas
| Carrera | Carrera         | 2018 | 2019 | 2020 | 2021  | 2022 | 2023 | 2024 |
| ------- | --------------- | ---- | ---- | ---- | ----- | ---- | ---- | ---- |
|         | Giro de Italia  | —    | —    | —    | 142.º | —    | —    | —    |
|         | Tour de Francia | —    | —    | —    | —     | —    | —    | —    |
|         | Vuelta a España | —    | —    | —    | —     | —    | —    | —    |

—: no participa

Ab.: abandono

## Equipos
- Sangemini-MG.Kvis-Vega (2018)
- Cofidis, Solutions Crédits (stagiaire) (08.2019-12.2019)
- Cofidis (2020-2021)
- Bingoal Pauwels Sauces WB (2022)[3]
- Corratec/Solution Tech (2023-)
  - Team Corratec (2023)[4]
  - Team Corratec-Selle Italia (2023)[5]
  - Team Corratec-Vini Fantini (2024)
  - Team Solution Tech-Vini Fantini (2025-)